# Tridens melanops
Tridens melanops är en fiskart som beskrevs av Eigenmann och Eigenmann, 1889. Tridens melanops ingår i släktet Tridens och familjen Trichomycteridae. Inga underarter finns listade i Catalogue of Life.